# 시카니수쿠스
시카니수쿠스(학명:Sikannisuchus huskyi)는 악어목 피토사우루스과에 속하는 악어이다. 지금은 멸종된 악어로서 몸길이가 4~6m인 거대한 악어에 속한다.

## 특징
시카니수쿠스는 피토사우루스과의 악어의 특징인 부분적으로 넓게 확장된 두개골과 뼈를 가진 것이 특징이다. 발은 물속에서의 유영에 적합하도록 물갈퀴의 모습으로 진화했으며 앞다리에 비해 뒷다리가 더 긴 것이 특징이다. 역사적으로 따지면 시카니수쿠스는 상부 트라이아스기에서 북동부 브리티시 컬럼비아와 캐나다의 매장량(Norian 무대) 큰 아코사우루스속의 멸종된 악어이다. 그것은 holotype, TMP94.382.3, 해골 지붕의 후두엽과 다른 단편적인 유해에서 알려져 있다. 또한 Pardonet의 Sikanni 최고의 사회에 인접한 42에서 발견되었다. 그것은 처음으로 엘리자베스 L.에 의해서 이름이 지어졌다. Nicholls, 도널드 B 브링크만, 경비실과 Xiao-Chun 우에 의해 1998년에 발견되었으며 모식종은 Sikannisuchus huskyi이다. 양턱에는 날카로운 삼각형 모양의 이빨을 가지고 있으며 이를 통해 먹잇감을 포획하고 절단하여 먹이를 씹어 삼키는 용도로 사용했을 것으로 추정이 된다. 먹이로는 당대에 서식하던 물고기, 갑각류와 같은 육식성의 먹이와 양치식물과 같은 초식성의 먹이를 모두 섭이했을 잡식성의 악어로 추정되는 종이다.

## 생존시기와 서식지와 화석의 발견
시카니수쿠스가 생존하던 시기는 중생대의 트라이아스기 후기로 지금으로부터 약 2억년전~1억 8천만년전에 생존했던 악어이다. 생존했던 시기에는 북아메리카를 중심으로 하는 강과 호수에서 주로 서식했던 악어이다. 화석의 발견은 1998년에 미국의 트라이아스기에 형성된 지층에서 미국의 고생물학자인 도널드 b 브링크만에 의해 처음으로 화석이 발견되어 새롭게 명명된 종이다.

## 같이 보기
- 악어
- 중생대
- 트라이아스기
- 파충류
- 화석